# Arrondissement de Montluçon
L'arrondissement de Montluçon est une division administrative française, située dans le département de l'Allier et la région Auvergne-Rhône-Alpes.

## Composition

### Ancien et premier découpage jusqu'à 2014
La composition se réfère à l'ancien découpage cantonal :
- canton de Cérilly, qui groupe 12 communes :
Ainay-le-Château, Braize, Cérilly, Isle-et-Bardais, Lételon, Meaulne, Saint-Bonnet-Tronçais, Theneuille, Urçay, Valigny, Le Vilhain et Vitray.
- canton de Commentry, qui groupe 4 communes :
Colombier, Commentry, Hyds et Malicorne.
- canton de Domérat-Montluçon-Nord-Ouest, qui groupe 2 communes :
Domérat et Montluçon (fraction de commune, n'est pas chef-lieu de canton)
- canton d'Ébreuil, qui groupe 14 communes :
Bellenaves, Chirat-l'Église, Chouvigny, Coutansouze, Ébreuil, Échassières, Lalizolle, Louroux-de-Bouble, Nades, Naves, Sussat, Valignat, Veauce et Vicq.
- canton de Hérisson, qui groupe 17 communes :
Audes, Bizeneuille, Le Brethon, Cosne-d'Allier, Estivareilles, Givarlais, Hérisson, Louroux-Bourbonnais, Louroux-Hodement, Maillet, Nassigny, Reugny, Saint-Caprais, Sauvagny, Tortezais, Vallon-en-Sully et Venas.
- canton d'Huriel, qui groupe 14 communes :
Archignat, Chambérat, La Chapelaude, Chazemais, Courçais, Huriel, Mesples, Saint-Désiré, Saint-Éloy-d'Allier, Saint-Martinien, Saint-Palais, Saint-Sauvier, Treignat et Viplaix.
- canton de Marcillat-en-Combraille, qui groupe 13 communes :
Arpheuilles-Saint-Priest, La Celle, Durdat-Larequille, Marcillat-en-Combraille, Mazirat, La Petite-Marche, Ronnet, Saint-Fargeol, Saint-Genest, Saint-Marcel-en-Marcillat, Sainte-Thérence, Terjat et Villebret.
- canton de Montluçon-Est, qui groupe 6 communes :
Chamblet, Deneuille-les-Mines, Désertines, Montluçon (fraction de commune), Saint-Angel et Verneix.
- canton de Montluçon-Nord-Est, qui groupe 3 communes :
Montluçon (fraction de commune), Saint-Victor et Vaux.
- canton de Montluçon-Ouest, qui groupe 4 communes :
Lamaids, Montluçon (fraction de commune), Prémilhat et Quinssaines.
- canton de Montluçon-Sud, qui groupe 5 communes :
Lavault-Sainte-Anne, Lignerolles, Montluçon (fraction de commune), Néris-les-Bains et Teillet-Argenty.
- canton de Montmarault, qui groupe 16 communes :
Beaune-d'Allier, Bézenet, Blomard, Chappes, Chavenon, Doyet, Louroux-de-Beaune, Montmarault, Montvicq, Murat, Saint-Bonnet-de-Four, Saint-Marcel-en-Murat, Saint-Priest-en-Murat, Sazeret, Vernusse et Villefranche-d'Allier.

En 2017, les limites changent, quatorze communes de l'arrondissement sont intégrées à celles de Vichy : Bellenaves, Chirat-l’Église, Chouvigny, Coutansouze, Ébreuil, Échassières, Lalizolle, Louroux-de-Bouble, Nades, Naves, Sussat, Valignat, Veauce, et Vicq.

### Ancien découpage communal de 2015 à 2023
Depuis 2015, le nombre de communes des arrondissements varie chaque année soit du fait du redécoupage cantonal de 2014 qui a conduit à l'ajustement de périmètres de certains arrondissements, soit à la suite de la création de communes nouvelles. Le nombre de communes de l'arrondissement de Montluçon est ainsi de 106 en 2015, 104 en 2016 et 89 en 2017.

### Nouveau et actuel découpage depuis 2024
Le 2 janvier 2024 par arrêté préfectoral, la commune de Louroux-Bourbonnais est retirée de l'arrondissement de Montluçon et rattachée à l'arrondissement de Moulins, tandis que les communes de Couleuvre et Voussac auparavant rattachées à l'arrondissement de Moulins sont annexées à l'arrondissement de Montluçon. Le nombre de communes passe de 89 à 90.
Au 1er janvier 2024, l'arrondissement groupe les 90 communes suivantes :
1. Ainay-le-Château
2. Archignat
3. Arpheuilles-Saint-Priest
4. Audes
5. Beaune-d'Allier
6. Bézenet
7. Bizeneuille
8. Blomard
9. Braize
10. Le Brethon
11. La Celle
12. Cérilly
13. Chambérat
14. Chamblet
15. La Chapelaude
16. Chappes
17. Chavenon
18. Chazemais
19. Colombier
20. Commentry
21. Cosne-d'Allier
22. Couleuvre
23. Courçais
24. Deneuille-les-Mines
25. Désertines
26. Domérat
27. Doyet
28. Durdat-Larequille
29. Estivareilles
30. Haut-Bocage
31. Hérisson
32. Huriel
33. Hyds
34. Isle-et-Bardais
35. Lamaids
36. Lavault-Sainte-Anne
37. Lételon
38. Lignerolles
39. Louroux-de-Beaune
40. Malicorne
41. Marcillat-en-Combraille
42. Mazirat
43. Meaulne-Vitray
44. Mesples
45. Montluçon
46. Montmarault
47. Montvicq
48. Murat
49. Nassigny
50. Néris-les-Bains
51. La Petite-Marche
52. Prémilhat
53. Quinssaines
54. Reugny
55. Ronnet
56. Saint-Angel
57. Saint-Bonnet-de-Four
58. Saint-Bonnet-Tronçais
59. Saint-Caprais
60. Saint-Désiré
61. Saint-Éloy-d'Allier
62. Saint-Fargeol
63. Saint-Genest
64. Saint-Marcel-en-Marcillat
65. Saint-Marcel-en-Murat
66. Saint-Martinien
67. Saint-Palais
68. Saint-Priest-en-Murat
69. Saint-Sauvier
70. Sainte-Thérence
71. Saint-Victor
72. Sauvagny
73. Sazeret
74. Teillet-Argenty
75. Terjat
76. Theneuille
77. Tortezais
78. Treignat
79. Urçay
80. Valigny
81. Vallon-en-Sully
82. Vaux
83. Venas
84. Verneix
85. Vernusse
86. Le Vilhain
87. Villebret
88. Villefranche-d'Allier
89. Viplaix
90. Voussac

## Administration
| Période         | Période          | Identité                   | Fonction précédente                              | Observation                                                        |
| --------------- | ---------------- | -------------------------- | ------------------------------------------------ | ------------------------------------------------------------------ |
| 22 mai 1937     |                  | Émile Bouché-Leclercq      |                                                  |                                                                    |
|                 |                  |                            |                                                  |                                                                    |
| 26 février 1969 |                  | René Bargeton              |                                                  |                                                                    |
|                 |                  |                            |                                                  |                                                                    |
| septembre 2007  | 9 novembre 2010  | Alain Bucquet              | Commissaire divisionnaire de la police nationale | Nommé sous-préfet d'Argenteuil                                     |
| 9 novembre 2010 | 2 mai 2015       | Thierry Baron              | sous-préfet de Provins                           | Nommé secrétaire général de la préfecture de la Sarthe             |
| 2 mai 2015      | 27 décembre 2017 | Eddie Bouttera (d)         |                                                  | Nommé secrétaire général de la préfecture des Pyrénées-Atlantiques |
| 7 mars 2018     | 29 juillet 2020  | Marie-Thérèse Delaunay (d) |                                                  |                                                                    |
| 13 octobre 2020 | 10 juillet 2025  | Jean-Marc Giraud           | sous-préfet de Fontainebleau                     |                                                                    |
| 10 juillet 2025 | En cours         | Laurent Alaton (d)         | Chargé de mission au ministère de l'intérieur    |                                                                    |

## Démographie
En 2022, l'arrondissement comptait 104 950 habitants.
| 1968    | 1975    | 1982    | 1990    | 1999    | 2006    | 2011    | 2016    | 2021    |
| ------- | ------- | ------- | ------- | ------- | ------- | ------- | ------- | ------- |
| 140 028 | 135 688 | 129 658 | 123 162 | 117 852 | 116 702 | 115 687 | 108 364 | 105 280 |

| 2022    | - | - | - | - | - | - | - | - |
| ------- | - | - | - | - | - | - | - | - |
| 104 950 | - | - | - | - | - | - | - | - |